# Famara R. I. Jammeh
Famara R. I. Jammeh ist gambischer Politiker.

## Leben
Jammeh war ab 1996 Generalinspekteur der Polizei (englisch Inspector General of Police; IGP), bis er im Oktober 1998 von Staatspräsident Yahya Jammeh abgesetzt und als Commissioner der Western Division eingesetzt wurde. Sein Nachfolger als Polizeipräsident wurde Pa Sallah Jagne.
Im September 2000 wurde Jammeh als ernannter Vorsitzender des Gemeinderates der Gemeinde Kanifing (englisch Kanifing Municipal Council, KMC) eingesetzt, nachdem der bisherige Inhaber des Amtes, Abdoulie Conteh, überraschend von seinem  Amt suspendiert wurde. Keine drei Tage nach seiner Suspendierung wurde Conteh als Vorsitzender des Gemeinderates wieder eingesetzt.
Jammeh war bis 2001 als Commissioner eingesetzt, dann war er wieder für die Polizei, als Polizeiberater (englisch police adviser), tätig. In dieser Aufgabe war er bis zum März 2010 tätig, sein Nachfolger wurde Edward Gomez.